# Nedslagskrater

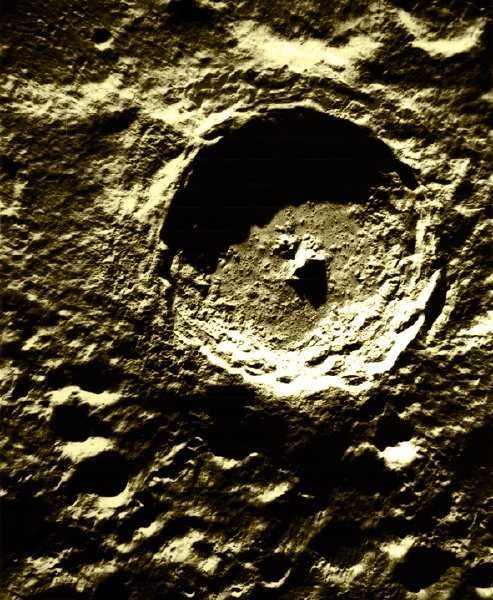
Nedslagskratern Tycho på månen.

En nedslagskrater, även kallad meteoritkrater eller krater, är en fördjupning som bildats på en större himlakropp där en mindre himlakropp har kolliderat med den. Den sträcker sig vanligen över ett område som har formen av en cirkelskiva. Äldre och mindre tydliga nedslagskratrar benämns astroblem.
Den större himlakroppen vid kollisionen kan vara en planet, måne eller småplanet, medan den mindre himlakroppen kan vara en meteorid, asteroid eller komet. På jorden bildas ofta en kratersjö i en sådan krater, och i större nedslagskratrar bildas ofta en ö eller till och med en ring av öar i kraterns centrum. Exempel på nedslagskratrar på jordens yta är Barringerkratern, och bland astroblem Manicouagankratern, Siljansringen och Chicxulubkratern.

## Bildning och struktur
Nedslagskratrar finns på nästan alla himlakroppar med fast yta och eftersom antalet nedslagskratrar ökar med tiden och förändrar terrängens utseende, kan man genom att räkna antalet nedslagskratrar fastställa åldern på denna terräng. Dock uppnås med tiden en jämvikt där äldre kratrar raderas i samma takt som nya tillkommer.

### Uppkomst
En projektil som faller in mot jordens yta har en hastighet på minst 11,6 km/s. Eftersom rörelseenergin växer som kvadraten på hastigheten, får projektilen mer sprängkraft än konventionellt, kemiskt sprängmedel och massiva objekt kan lätt få samma sprängkraft som en atombomb. Årligen registrerar seismografer någon explosion på flera kiloton, vanligen ute till havs.
Mindre projektiler har relativt stor area i förhållande till massan och bromsas därför kraftigt ned av atmosfären. Däremot bromsas projektiler som väger mer än 1 000 ton knappt alls av atmosfären. När projektilen tränger in i atmosfären utsätts den för så hög temperatur och stort tryck att kroppar av kondrit och kolhaltig kondrit kan förstöras innan de ens nått marken. Metalliska järn-nickel-meteoriter däremot har starkare inre struktur och kan slå ned i jordskorpan i en våldsam explosion.

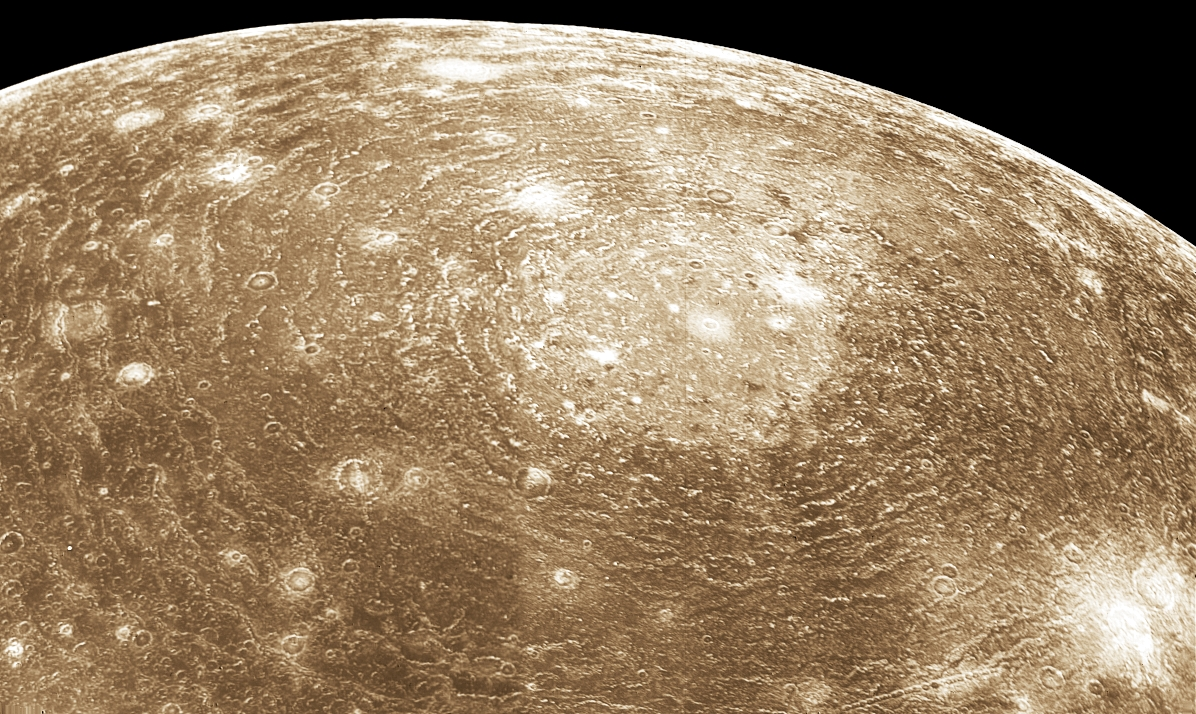
Flerringskratern Valhalla på Jupiters måne Callisto.

När meteoriten når jordytan trycks luft, vatten och sten samman till en extremt het plasma. När denna plasma exploderar expanderar den med våldsam fart för att sedan snabbt kylas ned. Kraften räcker för att material ska slungas tillbaka ut i rymden där det kan färdas flera varv runt jorden innan det faller ned som sekundära meteoriter. På planeter som saknar luft kan explosionen från ett meteoritnedslag bevaras som strålar omkring kratern. Det finns dock andra teorier kring dessa strålar.
Vid ett nedslag på jorden producerar energirika, kemiska processer starka syror av saltvatten och luft. Den förångade stenen i plasman kondenserar till karaktäristiska konformade droppar av glas som kallas tektiter och som med hög hastighet sprids över stora områden. Alla forskare är dock inte överens om hur tektiterna uppstått. Det största och yngsta av dessa tektitfält, det australasiska tektitfältet som bildades för omkring 700 000 år sedan, går inte att associera med någon känd nedslagskrater varken på land eller ute i havet, och man menar att ett så ungt nedslag fortfarande måste gå att spåra.
Meteoritnedslag i havet kan ha vara mycket mer förödande än de på land. Kraften i nedslaget undantränger så stora mängder vatten att tsunamier uppstår. Meteoriten som slog ned i Chicxulub på Yucatánhalvön i södra Mexiko tros ha producerat tsunamivågor som var 50-100 m höga och som förflyttade föremål flera mil inåt land.

### Utseende och åldrande
Det som återstår av ett meteoritnedslag både till havs och på land är en krater, antingen en "enkel" eller en "komplex" krater. Barringerkratern i Arizona är det bäst bevarade exemplet på jorden på en enkel, skålformad krater. Dessa kratrar blir sällan större än fyra kilometer i diameter.
Komplexa kratrar är större och har upphöjda centrum omgivna av en lägre dal och en trasig kraterrand. Förhöjningen i mitten beror på den rekyl som uppstår – ungefär som när en droppe faller på en vattenyta – och som genast "fryser till" då stenen kyls ned och stelnar.

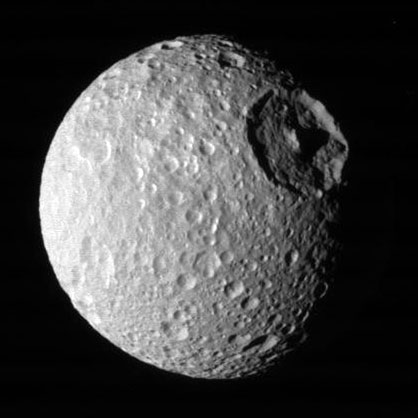
Herschel, en gigantisk nedslagskrater på Saturnus måne Mimas.

Storleken på kratern beror på storleken på meteoriten och på beskaffenheten på marken där den slår ned: Mjuk materia ger en mindre krater än sprött material. Med tiden förändras kratern. Först sjunker den ihop. Sedan börjar erosion och andra nedbrytande geologiska processer sitt arbete med att sudda ut och täcka över kratern. Till slut återstår bara ett astroblem, spår av ett nedslag. Barringerkratern är bara 50 000 år gammal och är därför fortfarande välbevarad. Vredefortkratern i Sydafrika är det största kända nedslaget och ett av de få kända, bevarade spåren av en flerringskrater på jorden. Av Chicxulubkratern, det meteoritnedslag man tror orsakade dinosauriernas utrotning och en av de största man känner till på jorden, bildades för 65 miljoner år sedan och av den återstår egentligen ingenting.

### Ålder och frekvens
Åldern på jordens kända nedslagskratrar varierar mellan tusen år (till exempel den lilla Havilandkratern i Kansas) och två miljarder år. Få kratrar äldre än 200 miljoner år har dock upptäckts, vilket alltså måste motsvara den tid som jordens geologiska processer brukar behöva för att utplåna en större krater.
Nedslagskratrar hittas dessutom i första hand i kratoner, kontinenternas stabila inre delar. Jordens yta är till större delen täckt av vatten, men få undervattenskratrar har hittats, delvis beroende på svårigheten att kartlägga havsbotten, men framförallt på grund av plattektoniken, det vill säga då havsbotten genom subduktion försvinner ned i jordens inre.

### Jämförelser
Vulkankratrar liknar på flera sätt nedslagskratrar och brecciabergarter är även associerade med andra geologiska formationer än nedslagskratrar. Till skillnad från nedslagskratrar har många vulkankratrar dels oregelbunden form, dels lavaflöden och omgivande vulkaniska material. Nedslagskratrar på Venus kan dock ha liknande floder av smält material. Impaktmetamorfos, slagkäglor och några andra geologiska egenskaper är däremot unika för nedslagskratrar. Tyvärr blir ofta är dessa kännetecken begravda djupt ned i marken, i synnerhet vid mindre nedslag. I komplexa nedslagskratrar brukar man lätt hitta sådana spår i deras upphöjda centrum.

## Historik

### Tidiga upptäckter
Daniel Barringer (1860-1929) var den förste som identifierade en geologisk deformation som en nedslagskrater – Barringerkratern i Arizona. Hans idéer vann dock ingen acceptans vid denna tid, och när de till slut gjorde det insåg man inte hur vanliga meteoritnedslag faktiskt är på jorden.

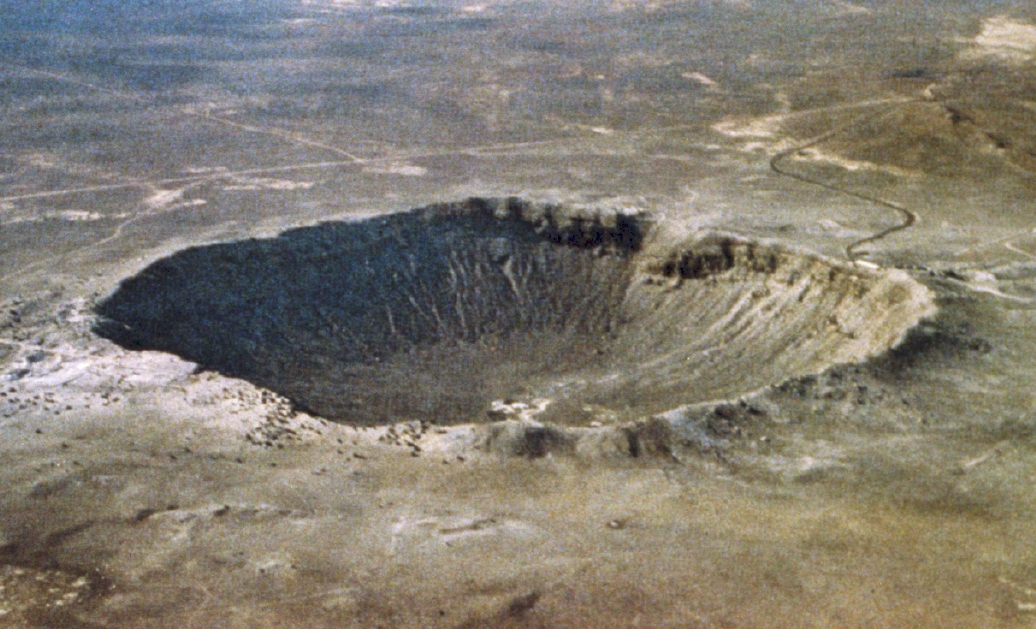
Barringerkratern i Arizona.

På 1920-talet studerade geologen Walter H. Bucher ett antal nedslagskratrar i USA. Han konstaterade att dessa håligheter orsakats av någon sorts omfattande explosioner men förklarade dem med enorma vulkanutbrott. 1936 analyserade emellertid geologerna John D. Boon och Claude C. Albritton Jr. Buchers studier och drog istället slutsatsen att de kratrar han studerat måste ha orsakats av utomjordiska projektiler.

### Sent 1900-tal
Ämnet förblev dock mer eller mindre spekulativt ända till 1960-talet, då ett antal forskare med Eugene M. Shoemaker i spetsen utförde omfattande studier av kratrarna. Man fann bergarter med mineral som genomgått en så kallad impaktmetamorfos, en ombildning som bara kan ske under högre tryck än en vulkan kan producera, och att kratrarna därför bara kunde ha orsakats av meteoriter.

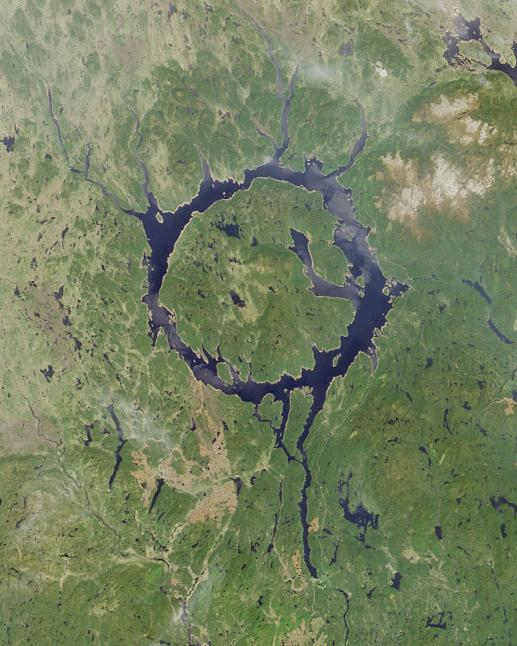
Manicouagankratern är en över 200 miljoner år gammal nedslagskrater med en diameter på över 70 km.

Tack vare kunskapen om impaktmetamorfosens kännetecken kunde Carlyle S. Beals m.fl. vid Dominionobeservatoriet i Victoria, British Columbia i Kanada och Wolf von Engelhardt vid Tübingens universitet i Tyskland metodiskt börja söka efter spår av dittills okända meteoritnedslag och omkring 1970 hade fler än 50 fall upptäckts.
Deras arbete förblev omdiskuterat, men genom Apolloprogrammet kom bevis på omfattande meteoritnedslag på månen där erosion knappast existerar. Eftersom man måste anta att jorden träffas av fler projektiler än sin lilla måne, insåg man att det måste finnas rester av betydligt fler nedslag än antalet välbevarade kratrar ger en antydan om.
Numera uppskattar man att 1–3 nedslagskratrar med en diameter överstigande 20 kilometer skapas under en miljon år. Det antyder att de flesta kratrar som upptäckts hittills är relativt unga.

## Nedslagskratrar i Norden

### Finland
Listan visar kratrarna i identifieringsordning[förklaring behövs]

| Plats           | Diameter (km) | Ålder (M.Å.S.)        | Koordinater    |
| Lappajärvi      | 17-23         | 77,85                 | N63 09, E23 42 |
| Sääksjärvi      | 5,0           | 543 ±12               | N61 24, E22 24 |
| Söderfjärden    | 5,0 - 6,0     | 560 (540)             | N63 00, E21 35 |
| Iso-Naakkima    | 2,0 - 3,0     | 900 - 1200            | N62 11, E27 11 |
| Lumparn         | 7-10          | 500 - 1200            | N60 08, E20 07 |
| Suvasvesi       | 3,5           | 240 ±10 eller 780 ±10 | N62 41, E28 11 |
| Karikkoselkä    | 1,4           | 250 (230 - 450)       | N62 13, E25 14 |
| Saarijärvi      | 2,2           | 600-1980              | N65 17, E28 25 |
| Paasselkä       | 10 - 12,5     | < 1900                | N62 12, E29 23 |
| Suvasvesi South | 3,8           | 240 ±10 eller 780 ±10 | N62 35, E28 14 |
| Keurusselkä     | 11,5          | 1000 - 1880           | N62 08, E24 37 |

### Norge
| Krater          | Plats       | Diameter (km) | Ålder (M.Å.S.) | Koordinater |
| Gardnoskratern  | Nes         | 5             | 650            |             |
| Mjölnerkratern  | Barents hav | 40            | 142            |             |
| Ritlandskratern | Hjelmeland  | 2.5           | 500            |             |

### Sverige
| Plats                     | Diameter (km) | Ålder (M.Å.S.) | Koordinater |
| Dellensjöarna             | 19            | 89             |             |
| Granby                    | 3,0           | 470            |             |
| Locknesjön                | 7,5           | 455            |             |
| Mien                      | 9,0           | 121            |             |
| Siljansringen             | 52            | 361            |             |
| Tvären                    | 2,0           | 455            |             |
| Hummeln                   | 0,04          |                |             |
| Torkratern                |               |                |             |
| Södra Björkfjärdenkratern |               |                |             |